# Chris Snee
Chris Snee (født 8. januar 1982 i Edison, New Jersey, USA) er en tidligere amerikansk footballspiller, der spillede ti sæsoner i NFL som offensive guard for New York Giants.
Snee var en del af det New York Giants-hold, der i 2008 overraskende vandt Super Bowl XLII efter sejr over New England Patriots. 

## Klubber
- 2004-2013: New York Giants